# Ernesto Nazareth
Ernesto Júlio Nazareth (ur. 20 marca 1863 w Rio de Janeiro, zm. 4 lutego 1934 w Jacarepaguá, Rio de Janeiro) – brazylijski kompozytor i pianista, znany z kompozycji tang.
Opublikował pierwszą kompozycję w czternastym roku życia. Nazareth skomponował osiemdziesiąt osiem tang. W sumie znanych jest 212 kompozycji.